# Al·legoria de la Prudència
Al·legoria de la Prudència és un quadre de Tiziano pintat a l'oli sobre llenç amb unes dimensions de 76,2 × 68,6 cm. Està datat entre els anys 1565 - 1570 i es conserva en la National Gallery de Londres.

## Descripció i significat
En el quadre estan representats tres caps humans mirant cadascú en una direcció diferent i sota ells tres caps d'animals, d'esquerra a dreta un llop, un lleó i un gos. La pintura és normalment interpretada com la representació de "les tres edats de l'home": joventut, maduresa i vellesa. Així mateix, la direcció en la qual miren cadascun dels personatges, reflectiria la seva relació amb el Temps; passat, present i futur. La llum que banya el quadre reforça també aquest pas del temps, amb una llum clara que il·lumina el rostre del jove que comença a esvair-se en la persona madura fins a acabar gairebé en penombra el rostre de la persona anciana.
Sota els caps humans, els animals segueixen insistint en la visió del temps doncs en diversitat de cultures la representació d'aquests animals s'associen a aquestes etapes concretes de la vida.
És possible també que la simbologia dels animals es refereixi a les diferents actituds de l'home en la seva vida. Així el gos simbolitza l'aprenentatge de la joventut, el lleó la força i poder de la maduresa i el llop la solitud de la vellesa.
Finalment, sobre el triple retrat, Tiziano explica el sentit de l'al·legoria en una inscripció:
| « | EX PRAETERITO/PRAESENS PRUDENTER AGIT/NE FUTURA ACTIONẼ DETURPET Des de l'experiència del passat/prudència en els actes del present/per no fer malbé els actes del futur. | » |

D'altra banda, els rostres representats es creu que pertanyen a Marco Vecellio, un jove primer de Ticià que representa a la joventut. El fill de Ticià, Oraci, en l'edat madura i el propi Ticià en la representació de la vellesa. Tant el seu fill Oraci com el jove primer treballaven i vivien en l'estudi de Ticià i es considera la possibilitat que el quadre estigui associat directament amb les negociacions del traspàs de les propietats de Ticià, qui sentia propera la seva hora, a les futures generacions. Pel que el quadre serviria com a consell visual per a les següents generacions d'actuar amb prudència en l'administració del seu llegat.

## Altres significats
No obstant això, més recentment, la pintura ha estat explicada de formes diferents. En comptes d'una al·legoria a la prudència, es tractaria d'una al·legoria sobre el pecat i la penitència. Aquesta versió implicaria el reconeixement per part de Tiziano que les seves imprudències de joventut i maduresa ho van condemnar a una vellesa de remordiments.
En l'altre extrem, el quadre ha estat explicat com una declaració a favor de la prudència la qual s'aconsegueix amb l'experiència i el pas del temps sent un aspecte essencial per al bon judici i discerniment artístic. En aquesta interpretació, el quadre refutaría l'opinió que la vellesa és enemic dels assoliments artístics.
A un nivell més general, el quadre mostrant a Ticià amb els seus ajudants, Oraci i Marc, es podria entendre com una defensa a la prudència en la continuïtat de la tradició del treball de l'Escola Veneciana.